# Премія за прорив у науках про життя
Пре́мія за прори́в у нау́ках про життя́ (англ. Breakthrough Prize in Life Sciences) — премія в галузі медицини та біології. Належить до набору міжнародних нагород «Премія за прорив».
Її присуджують дослідникам за відкриття, які продовжують життя людини або допомагають вилікувати невиліковні хвороби. Надається від 2013 року. Кожен лауреат одержує премію в розмірі 3 млн доларів США. Премія не має вікового обмеження і може надаватися довільну кількість раз. Номінувати на премію може будь-яка людина, крім самого кандидата. Лауреати премії формують комітет для вибору наступних кандидатів.
Засновники премії: Марк Цукерберг (засновник Facebook) та його дружина Присціла Чан, Сергій Брін (засновник Google), Юрій Мільнер та Енн Войдзіцкі (засновники 23andMe). Головою відбіркового комітету є голова компанії Apple Артур Левінсон.
| Рік  | Лауреат                                             | Місце робот                                                                                   | Обґрунтування нагороди | Джерело     |
| ---- | --------------------------------------------------- | --------------------------------------------------------------------------------------------- | --- | ----------- |
| 2013 | Яманака Сін'я (цитолог)                             | Директор Центру з дослідження та застосування iPS-клітин у Кіотському університеті            | за створення індукованих стовбурових клітин. | [ 2 ]       |
| 2013 | Ганс Клеверс (генетик)                              | Інститут Гюбрехта                                                                             | за відкриття механізму роботи сигнального шляху Wnt. | [ 2 ]       |
| 2013 | Корнелія Баргманн (нейробіолог)                     | Лабораторія нейромереж і поведінки Рокфеллерського університету                               | за роботи з генетики нервової системи і поведінки і за вивчення механізму утворення синапсів. | [ 2 ]       |
| 2013 | Девід Ботштейн (генетик)                            | Принстонський університет                                                                     | за розробку методу вивчення спадкових захворювань людини за допомогою поліморфізмів в ДНК. | [ 2 ]       |
| 2013 | Льюїс Кентлі (онколог)                              | Медичний коледж Вейл Корнелл                                                                  | за відкриття фосфоинозитид-3-кінази та її ролі в метаболізмі. | [ 2 ]       |
| 2013 | Тітія де Ланге (цитолог)                            | Рокфеллерський університет                                                                    | за роботи з теломерів. | [ 2 ]       |
| 2013 | Наполеоне Феррара (онколог)                         | Каліфорнійський університет у Сан-Дієго                                                       | за дослідження механізмів ангіогенезу, які привели до розробки терапії раку і захворювань очей. | [ 2 ]       |
| 2013 | Ерік Лендер (генетик)                               | Массачусетський технологічний інститут                                                        | за роботи як одного з керівників проєкту «Геном людини». | [ 2 ]       |
| 2013 | Чарльз Сойерс (онколог)                             | Медичний інститут Говарда Г'юза                                                               | за вивчення онкогенів і розробку спрямованої терапії раку. | [ 2 ]       |
| 2013 | Берт Фогельштейн (онколог)                          | Університет Джонса Гопкінса                                                                   | за вивчення геноміки рака та генов-онкосупрессорів. | [ 2 ]       |
| 2013 | Роберт Вайнберг (онколог)                           | Массачусетський технологічний інститут                                                        | за опис онкогенів людини. | [ 2 ]       |
| 2014 | Джеймс Еллісон                                      | Онкологічний центр Андерсона Техаського університету                                          | за відкриття способу блокади коінгібіторної молекули Т-клетини для ефективної терапії рака. | [ 4 ]       |
| 2014 | Мелон Делонг                                        | Університет Еморі                                                                             | за наукове обґрунтування методу лікування хвороби Паркінсона шляхом глибокої стимуляції мозку. | [ 4 ]       |
| 2014 | Майкл Голл                                          | біоцентр Базельського університету                                                            | за відкриття MTOR - мішені імунодепресанта рапаміцину та його ролі в контролі зростання клітин. | [ 4 ]       |
| 2014 | Роберт Ленджер                                      | Массачусетський технологічний інститут                                                        | за відкриття, що призвели до створення керованих систем звільнення від лікарняних препаратів людського організму та створення нових біоматеріалів. | [ 4 ]       |
| 2014 | Річард Ліфтон                                       | Єльський університет                                                                          | за відкриття генів та біохімічних механізмів, що викликають гіпертонію. | [ 4 ]       |
| 2014 | Олександр Варшавський                               | Каліфорнійський технологічний інститут                                                        | за роботи по вивченню причин та молекулярних механізмів внутріклітинної деградації білка. | [ 4 ]       |
| 2015 | Дженніфер Дудна Еммануель Шарпентьє                 | Університет Каліфорнії (Берклі) Центр імені Гельмгольца з дослідження інфекційних захворювань | за перетворення древнього механізму бактеріального імунітету (CRISPR/Cas9) на дієву технологію для зміни геному з широкими наслідками для всієї біології і медицини. | [ 5 ]       |
| 2015 | Віктор Емброс Гері Равкан                           | Медична школа Массачусетського університету Гарвардська медична школа                         | за відкриття генетичної регуляції мікроРНК, класу малих РНК, які перешкоджають зміні або руйнуванню додаткової цільової мРНК. | [ 5 ]       |
| 2015 | Чарльз Девід Елліс                                  | Рокфеллерський університет                                                                    | за відкриття ковалентних модифікацій гістонів і їх важливої ролі в регуляції експресії генів і побудові хроматину, що поглиблює наше розуміння хвороб від вроджених вад до раку. | [ 5 ]       |
| 2015 | Алім-Луї Бенабі                                     | Університет Жозефа Фур'є                                                                      | за відкриття і новаторські дослідження в розробці високочастотної глибокої стимуляції мозку, яка зробила революцію у лікуванні хвороби Паркінсона. | [ 5 ]       |
| 2016 | Едвард Бойден                                       | Массачусетський технологічний інститут                                                        | за розробку і реалізацію методів оптогенетики — методу програмування і збудження нейронів за допомогою світла.. | [ 6 ] [ 7 ] |
| 2016 | Карл Дейссерот                                      | Стенфордський університет                                                                     | за розробку і реалізацію методів оптогенетики — методу програмування і збудження нейронів за допомогою світла. | [ 6 ] [ 7 ] |
| 2016 | Джон Гарді                                          | Університетський коледж Лондона                                                               | за відкриття мутацій в гені білка-попередника амілоїду, що передчасно викликає хворобу Альцгеймера | [ 6 ] [ 7 ] |
| 2016 | Гелен Гоббс                                         | Південно-західний медичний центр Університету Техасу                                          | за відкриття генетичних варіацій людини, які змінюють рівень і розподіл холестерину та інших ліпідів, що відкриває нові підходи до профілактики й запобігання серцево-судинних захворювань і захворювань печінки. | [ 6 ] [ 7 ] |
| 2016 | Сванте Паабо                                        | Інститут еволюційної антропології товариства Макса Планка                                     | за новаторські дослідження та встановлення послідовності стародавніх ДНК і геномів, що по-новому подало наше розуміння шляхів походження сучасної людини і його еволюційні взаємини з вимерлими видами Homo, такими як неандертальці, та еволюцію людських популяцій. | [ 6 ] [ 7 ] |
| 2017 | Стівен Елледж                                       |                                                                                               | за дослідження реакцій еукаріотів на пошкодження ДНК, що дали нові уявлення про розвиток та лікування раку. | [ 8 ]       |
| 2017 | Гаррі Ноллер                                        |                                                                                               | за виявлення центральної ролі РНК в формуванні активних центрів рибосоми — фундаментального механізму синтезу білка у всіх клітинах, тим самим зв'язавши сучасну біологію з питаннями походження життя, а також давши пояснення яким чином безліч природних антибіотиків руйнують синтез білка. | [ 8 ]       |
| 2017 | Руланд Нюссе                                        |                                                                                               | за піонерські дослідження Wnt-шляху — однієї з найважливіших міжклітинних сигнальних систем у питаннях розвитку, раку та біології стовбурових клітин. | [ 8 ]       |
| 2017 | Осумі Йосінорі                                      |                                                                                               | за дослідження автофагії — системи переробки клітинами власних незначних або пошкоджених компонентів у живильні речовини. | [ 8 ]       |
| 2017 | Гуда Зогбі                                          |                                                                                               | за відкриття генетичних причин і біохімічних механізмів спіноцеребеллярної атаксії і синдрому Ретта - спостереження, які дали нові уявлення про патогенез нейродегенеративних і неврологічних захворювань. | [ 8 ]       |
| 2018 | Джоан Чорі                                          | Інститут біологічних досліджень Солка                                                         | Оригінальний текст (англ.) [For discovering how plants optimize their growth, development, and cellular structure to transform sunlight into chemical energy.] Помилка: [undefined] Помилка: {{Lang}}: немає тексту (допомога): не вказано код мови (допомога) | [ 9 ]       |
| 2018 | Пітер Волтер Кадзутосі Морі                         | Каліфорнійський університет у Сан-Франциско Кіотський університет                             | Оригінальний текст (англ.) [For elucidating the unfolded protein response, a cellular quality-control system that detects disease-causing unfolded proteins and directs cells to take corrective measures.] Помилка: [undefined] Помилка: {{Lang}}: немає тексту (допомога): не вказано код мови (допомога) | [ 9 ]       |
| 2018 | Кім Насмайт                                         | Оксфордський університет                                                                      | за пояснення складного механізму, що опосередковує делікатний процес поділу подвоєних хромосом під час поділу клітини, який тим самим запобігає раку та іншим захворюванням. | [ 9 ]       |
| 2018 | Дон Клівленд                                        | Каліфорнийський університет в Сан-Дієго                                                       | Оригінальний текст (англ.) [For elucidating the molecular pathogenesis of a type of inherited ALS, including the role of glia in neurodegeneration, and for establishing antisense oligonucleotide therapy in animal models of ALS and Huntington’s disease.] Помилка: [undefined] Помилка: {{Lang}}: немає тексту (допомога): не вказано код мови (допомога) | [ 9 ]       |
| 2019 | Френк Беннет Едріан Крейнер                         | Ionis Pharmaceuticals Лабораторія у Колд-Спрінг-Гарбор                                        | Оригінальний текст (англ.) [For the development of an effective antisense oligonucleotide therapy for children with the neurodegenerative disease spinal muscular atrophy.] Помилка: [undefined] Помилка: {{Lang}}: немає тексту (допомога): не вказано код мови (допомога) | [ 10 ]      |
| 2019 | Анжеліка Амон                                       | Массачусетський технологічний інститут                                                        | за вивчення наслідків анеуплоїдії — аномальної кількості хромосом, що виникає в результаті неправильного поділу хромосом. | [ 10 ]      |
| 2019 | Сяовей Чжуан                                        | Гарвардський університет                                                                      | За відкриття прихованих структур у клітинах шляхом розробки методу мікроскопії надвисокої роздільної здатності, який подолав фундаментальну межу просторової здатності оптичної мікроскопії. | [ 10 ]      |
| 2019 | Чжицзянь Чень                                       | Південно-західний медичний центр Техаського університету                                      | За з'ясування того, як ДНК викликає імунні і аутоімунні реакції зсередини клітини, шляхом відкриття ДНК-чутливого ферменту cGAS. | [ 10 ]      |
| 2020 | Джеффрі Фрідман                                     |                                                                                               | Оригінальний текст (англ.) [For the discovery of a new endocrine system through which adipose tissue signals the brain to regulate food intake.] Помилка: [undefined] Помилка: {{Lang}}: немає тексту (допомога): не вказано код мови (допомога) | [ 11 ]      |
| 2020 | Артур Горвіч Франц-Ульріх Гартль                    |                                                                                               | Оригінальний текст (англ.) [For discovering functions of molecular chaperones in mediating protein folding and preventing protein aggregation.] Помилка: [undefined] Помилка: {{Lang}}: немає тексту (допомога): не вказано код мови (допомога) | [ 11 ]      |
| 2020 | Девід Джуліус                                       |                                                                                               | Оригінальний текст (англ.) [For discovering molecules, cells, and mechanisms underlying pain sensation.] Помилка: [undefined] Помилка: {{Lang}}: немає тексту (допомога): не вказано код мови (допомога) | [ 11 ]      |
| 2020 | Вірджинія Ман-Ї Лі                                  |                                                                                               | Оригінальний текст (англ.) [For discovering TDP43 protein aggregates in frontotemporal dementia and amyotrophic lateral sclerosis, and revealing that different forms of alpha-synuclein, in different cell types, underlie Parkinson’s disease and Multiple System Atrophy.] Помилка: [undefined] Помилка: {{Lang}}: немає тексту (допомога): не вказано код мови (допомога) | [ 11 ]      |
| 2021 | Річард Юле                                          |                                                                                               | Оригінальний текст (англ.) [For elucidating a quality control pathway that clears damaged mitochondria and thereby protects against Parkinson’s Disease.] Помилка: [undefined] Помилка: {{Lang}}: немає тексту (допомога): не вказано код мови (допомога) | [ 12 ]      |
| 2021 | Девід Бейкер                                        |                                                                                               | Оригінальний текст (англ.) [For developing a technology that allowed the design of proteins never seen before in nature, including novel proteins that have the potential for therapeutic intervention in human diseases.] Помилка: [undefined] Помилка: {{Lang}}: немає тексту (допомога): не вказано код мови (допомога) | [ 12 ]      |
| 2021 | Кетрін Дюлак                                        |                                                                                               | Оригінальний текст (англ.) [For deconstructing the complex behavior of parenting to the level of cell-types and their wiring, and demonstrating that the neural circuits governing both male and female-specific parenting behaviors are present in both sexes.] Помилка: [undefined] Помилка: {{Lang}}: немає тексту (допомога): не вказано код мови (допомога) | [ 12 ]      |
| 2021 | Денніс Ло                                           |                                                                                               | Оригінальний текст (англ.) [For discovering that fetal DNA is present in maternal blood and can be used for the prenatal testing of trisomy 21 and other genetic disorders.] Помилка: [undefined] Помилка: {{Lang}}: немає тексту (допомога): не вказано код мови (допомога) | [ 12 ]      |
| 2022 | Джеффрі В. Келлі                                    |                                                                                               | за з'ясування молекулярної основи нейродегенеративних та серцевих транстиретинових захворювань, а також за розробку тафамідісу, препарату, що уповільнює їх прогресування Оригінальний текст (англ.) [For elucidating the molecular basis of neurodegenerative and cardiac transthyretin diseases, and for developing tafamidis, a drug that slows their progression.] Помилка: [undefined] Помилка: {{Lang}}: немає тексту (допомога): не вказано код мови (допомога)                                                                                   | [ 13 ]      |
| 2022 | Каталін Каріко Дрю Вайсман                          |                                                                                               | за розробку технології модифікованої РНК, яка дозволила швидко розробити ефективні вакцини проти COVID-19 Оригінальний текст (англ.) [For engineering modified RNA technology which enabled rapid development of effective COVID-19 vaccines.] Помилка: [undefined] Помилка: {{Lang}}: немає тексту (допомога): не вказано код мови (допомога) | [ 13 ]      |
| 2022 | Шанкар Баласубраманіан Девід Кленерман Паскаль Маєр |                                                                                               | за розробку надійного та доступного методу визначення послідовностей ДНК у масовому масштабі, який змінив практику науки та медицини Оригінальний текст (англ.) [For the development of a robust and affordable method to determine DNA sequences on a massive scale, which has transformed the practice of science and medicine.] Помилка: [undefined] Помилка: {{Lang}}: немає тексту (допомога): не вказано код мови (допомога) | [ 13 ]      |
| 2023 | Кліффорд Брангвінн Ентоні Хайман                    |                                                                                               | «за відкриття фундаментального механізму клітинної організації, опосередкованого фазовим розділенням білків і РНК на безмембранні рідкі краплі».Оригінальний текст (англ.) ["for discovering a fundamental mechanism of cellular organization mediated by phase separation of proteins and RNA into membraneless liquid droplets."] Помилка: [undefined] Помилка: {{Lang}}: немає тексту (допомога): не вказано код мови (допомога) | [ 13 ]      |
| 2023 | Деміс Гассабіс Джон Джампер                         | DeepMind                                                                                      | «за розробку методу штучного інтелекту глибокого навчання, який швидко й точно передбачає тривимірну структуру білків за їхньою амінокислотною послідовністю.» Оригінальний текст (англ.) ["for developing a deep learning AI method that rapidly and accurately predicts the three-dimensional structure of proteins from their amino acid sequence.."] Помилка: [undefined] Помилка: {{Lang}}: немає тексту (допомога): не вказано код мови (допомога)                                                                                                 | [ 13 ]      |
| 2023 | Еммануель Міньйо Масасі Янагісава                   |                                                                                               | «за відкриття того, що нарколепсія спричинена втратою невеликої популяції клітин мозку, які виробляють речовину, що сприяє пробудженню, прокладаючи шлях до розробки нових методів лікування розладів сну.» Оригінальний текст (англ.) ["for discovering that narcolepsy is caused by the loss of a small population of brain cells that make a wake-promoting substance, paving the way for the development of new treatments for sleep disorders.." .] Помилка: [undefined] Помилка: {{Lang}}: немає тексту (допомога): не вказано код мови (допомога) | [ 13 ]      |